# زبان گنداری
زبان گنداری (به سانسکریت: गांधारी ،Gāndhārī) زبانی‌است از شاخهٔ شمال غربی پراکریت که روزگاری در گنداره گویشورانی داشته‌است. این زبان می‌بایست از سانسکریت ودایی یا زبانی نزدیک بدان مشتق شده‌باشد. برای نگارش گنداری از خط خروشتی استفاده می‌شده‌است.
پژوهشگران بر این باورند که گنداری دارای المان‌هایی از زبان‌های بومی ناآریایی است. در کاوش‌های باستان‌شناسی دستنوشته‌های چندی مربوط به بوداگرایی به زبان گنداری یافت‌شده‌است. متن بودایی مهایانه در روزگار شاهنشاهی کوشان ترجمه و به چین فرستاده‌شدند، یکی از این متن‌هابر طوماری از پوست درخت توس در نزدیکی ختن یافت شده‌است.